# Кристиан Еберхард (Източна Фризия)
Кристиан Еберхард от Източна Фризия (на немски: Christian Eberhard von Ostfriesland; * 1 октомври 1665 в Езенс; † 30 юни 1708 в Аурих) от фамилята Кирксена е трети княз на Източна Фризия от раждането си до 1705 г.
Кристиан Еберхард е син на княз Георг Христиан от Източна Фризия (1634 – 1665) и съпругата му принцеса Кристина Шарлота фон Вюртемберг (1645 – 1699), дъщеря на херцог Еберхард III фон Вюртемберг-Щутгарт и първата му съпруга Анна Катарина Доротея фон Залм-Кирбург.
Кристиан Еберхард се ражда след смъртта на баща си и до 1690 г. е под опекунството на майка си Кристина Шарлота.

## Фамилия
Кристиан Еберхард се жени на 3 март 1685 г. в Байройт за Еберхардина София фон Йотинген-Йотинген (* 16 август 1666; † 30 октомври 1700), дъщеря на княз Албрехт Ернст I фон Йотинген-Йотинген и Христина Фридерика фон Вюртемберг. Те имат децата:

- Леополд Игнац (1687 – 1687)
- Кристина София (1688 – 1750), омъжена на 6 януари 1729 г. за княз Фридрих Антон фон Шварцбург-Рудолщат (1692 – 1744)
- Мария Шарлота (1689 – 1761), омъжена на 10 април 1709 г. за нейния братовчед граф Фридрих Улрих фон Източна Фризия (1667 – 1710), син на граф Едцард Фердинанд
- Георг Албрехт I (1690 – 1734), 4-ти княз на Източна Фризия (1708 – 1734), женен I. на 24 септември 1709 г. за графиня Кристиана Луиза фон Насау-Висбаден-Идщайн (1691 – 1723), дъщеря на княз Георг Август фон Насау-Висбаден-Идщайн (1665 – 1721) и Хенриета Доротея фон Йотинген-Йотинген; II. на 8 декември 1723 г. за София Каролина фон Бранденбург-Кулмбах (1705 – 1764), дъщеря на маркраф Христиан Хайнрих фон Бранденбург-Кулмбах
- Улрих Фридрих (1691 – 1691)
- Карл Ено (1692 – 1709)
- Фредерика Вилхелмина (1695 – 1750), канонистка в Херфорд
- Юлиана Луиза (1698 – 1740), омъжена на 17 февруари 1721 г. за херцог Йоахим Фридрих фон Шлезвиг-Холщайн-Пльон (1668 – 1722)
- Кристина Шарлота (1699 – 1733)

Той се жени втори път (морганатичен брак) през 1701 г. за Анна Юлиана фон Кайнау (1674 – 1727), която получава титлата Фрау фон Зандхорст. Преди това тя е дворцова дама на княгинята.. Те имат една дъщеря:
- София Антоанета Юлиана фон Зандхорст (1707 – 1725)